# Discorso o dialogo intorno alla nostra lingua
Il Discorso o dialogo intorno alla nostra lingua è un'opera di  Niccolò Machiavelli composta, secondo gli studiosi, nel 1524 o 1525. Di non sicura attribuzione (è attribuita al Machiavelli in base alla testimonianza del figlio Bernardo), anche per la diversità delle forme lessicali adoperate e per una tematica secondo alcuni studiosi estranea all'autore, è sospetta di essere successiva alla data di redazione attribuita al Machiavelli o comunque frutto di una manipolazione a partire da una matrice sicuramente attribuibile alla paternità dello scrittore.

## L'opera
Nella discussione si confrontavano la posizione, sostenuta da Baldassarre Castiglione, della lingua cortigiana, e quella, sostenuta da Pietro Bembo, del modello letterario trecentesco (rappresentato specialmente da Petrarca e Boccaccio).
Secondo Machiavelli, invece, la lingua da preferirsi è il fiorentino contemporaneo, come idioma per natura superiore a tutti gli altri, rivendicando le origini fiorentine del volgare italiano. Del resto - egli argomenta - Dante nel suo poema non usò una lingua "illustre" con caratteri sovraregionali (come Dante stesso aveva teorizzato nel De vulgari eloquentia), bensì il fiorentino parlato del suo tempo.
Machiavelli dà un giudizio severo su Dante Alighieri, col quale inscena un dialogo nell'opera. Dante è rimproverato di negare la matrice fiorentina della lingua della Commedia. Il passo assume i caratteri dell'invettiva contro il poeta concittadino, accusato di aver infangato la reputazione di Firenze:
(Niccolò Machiavelli)

## Pubblicazione
Non fu pubblicato, ma circolò in forma manoscritta negli ambienti letterari impegnati nella discussione sulla lingua (la questione della lingua). L'opera fu pubblicata solo nel 1730, come appendice all'Ercolano di Benedetto Varchi.
In epoca recente, oltre a Tutte le opere, a cura di M. Martelli, per Sansoni, del 1971, si ricordano un'edizione a cura di Ornella Castellani Pollidori (Firenze, Olschki, 1978) ed una a cura di Paolo Trovato (Padova, Antenore, 1982; rist. libreriauniversitaria.it Edizioni 2015).